# Davallodes hirsuta
Davallodes hirsuta là một loài dương xỉ trong họ Davalliaceae. Loài này được Copel. mô tả khoa học đầu tiên năm 1908.